# Phyllophora media
Phyllophora media är en insektsart som beskrevs av Walker, F. 1870. Phyllophora media ingår i släktet Phyllophora och familjen vårtbitare. Inga underarter finns listade i Catalogue of Life.